# 매사추세츠만 교통공사
메사추세스 만 교통공사(영어: Massachusetts Bay Transportation Authority, MBTA)는 1964년에 설립된 보스턴 대부분의 버스, 지하철, 통근 열차와 페리 운송 사업을 맡고 있는 미국 매사추세츠주의 공기업이다. 전신은 메트로폴리탄 운송공사 (MTA, the Metropolitan Transit Authority)로, 포크 송 그룹인 킹스턴 트리오(Kingston Trio)의 곡 "Charlie on the MTA"에서 회자되었다. 보스턴에서는 MBTA를 간단히 T라고 부르는데, 그 이유는 1960년대에 스톡홀름 지하철의 로고의 영향을 받은 원 안에 'T'자가 있는 로고가 MBTA의 로고로 지정되면서부터이다.. 2008년에는 평일에 평균 1300만 명이 MBTA의 교통 수단을 이용했으며, 지하철은 그 중 하루 평균 59만 8200명이 타는 걸로 파악되어 미국에서 네 번째로 가장 붐비는 지하철로 조사되었다.
MBTA는 또한 독자적인 법집행기관이 있는데, 공안 경찰이 바로 그 것이다. 2006년에는, 보스턴 시내에 있는 근로자들의 31.6%가 대중 교통을 타는 것으로 조사되었다. 그리고 MBTA는 매사추세츠주 보존·레크리에이션 국 조사 결과 매사추세츠 주에서 두 번째로 가장 많은 토지를 소유하고 있다. 2007년에는, MBTA의 CNG 버스가 주에서 가장 많은 대체 연료 버스를 구입한 것으로도 나타났다.
2009년 6월 26일, 매사추세츠 주지사 디벌 패트릭은 MBTA를 매사추세츠 교통부가 관할하는 운송사에 편입하는 법안에 서명하였다.

## 역사

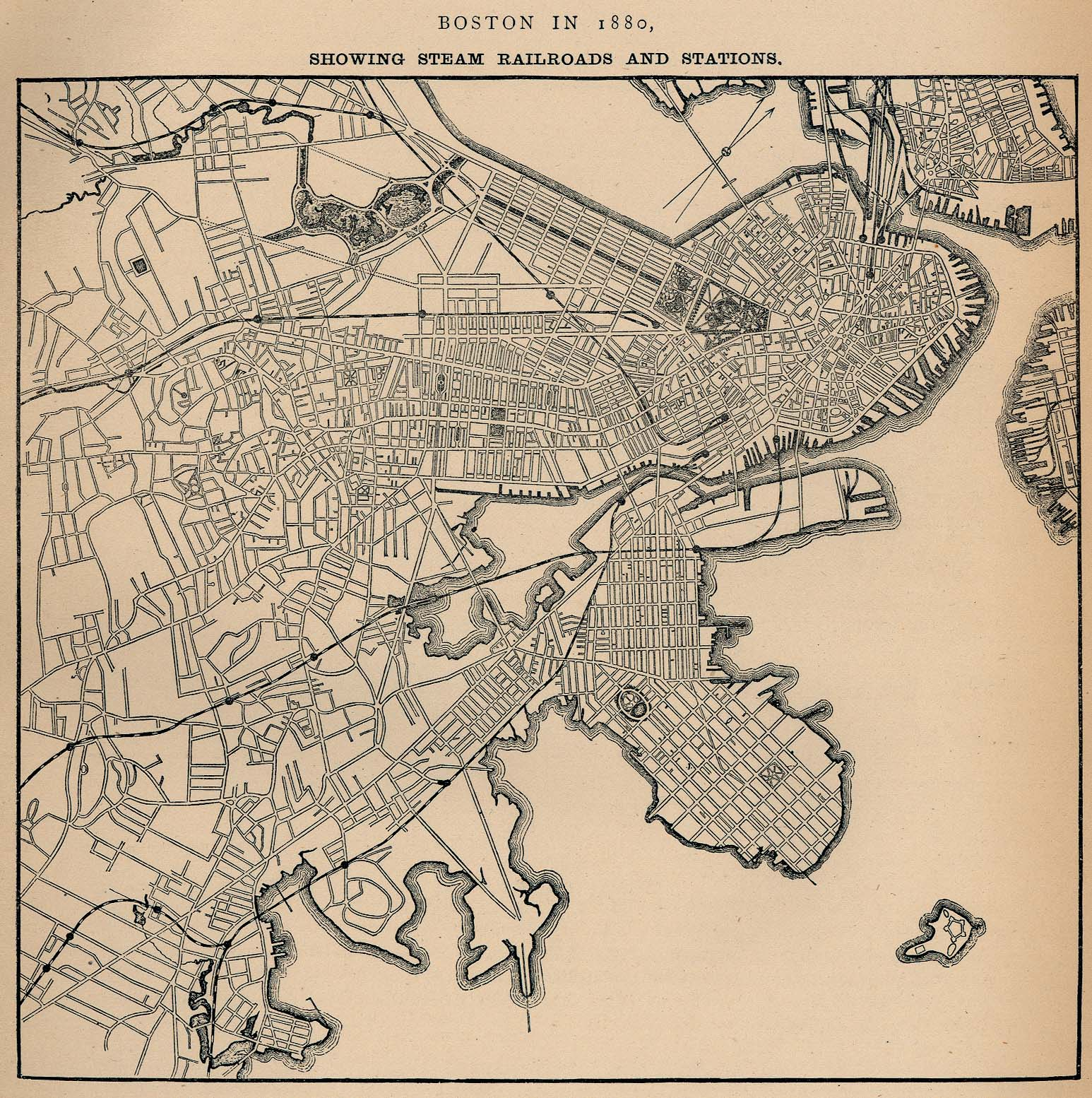
미국 통계국 제공 1880년 보스턴의 증기 기관차 노선도.

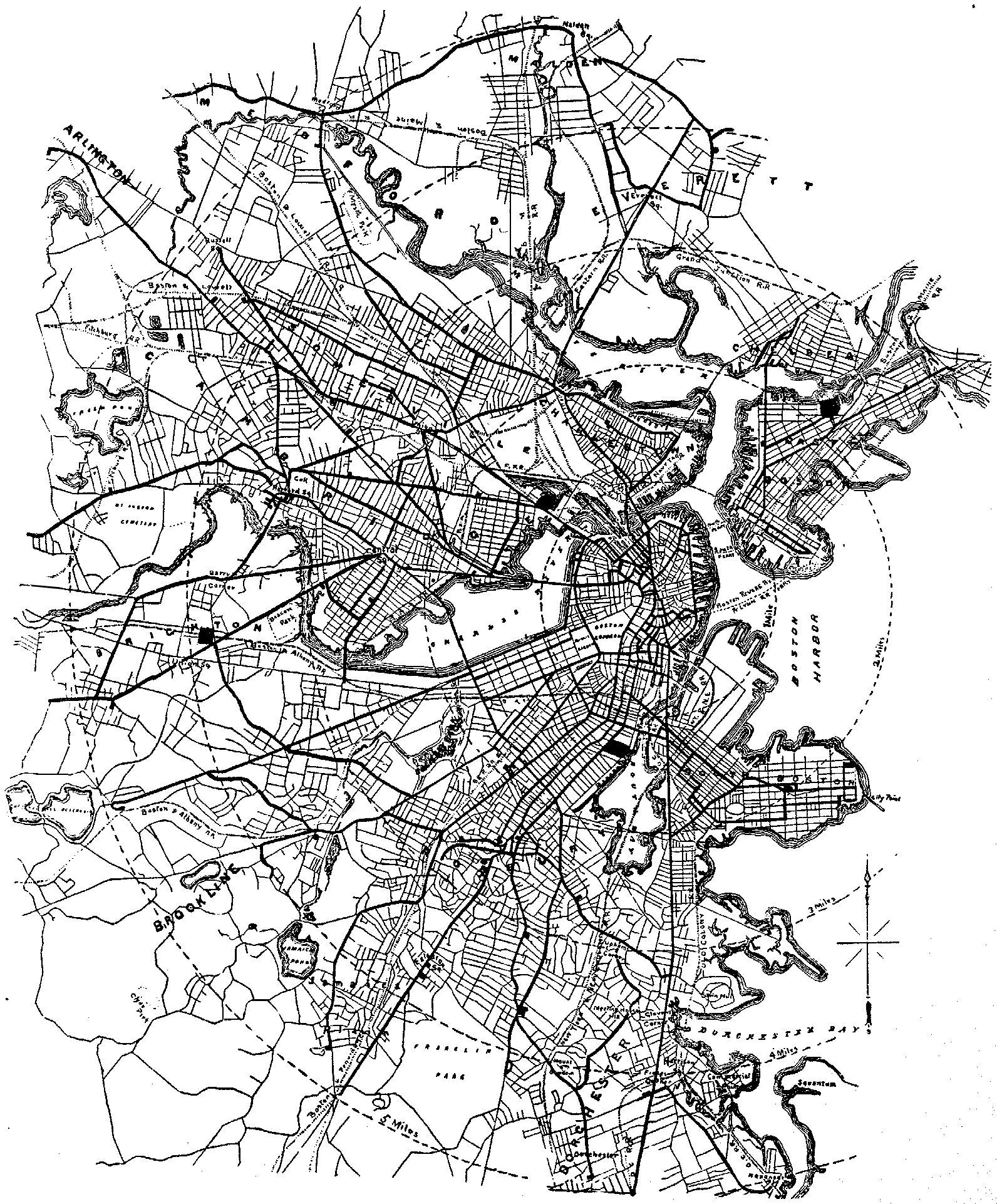
1885년 극서 노면 전차 계획안. 이 노선은 1887년에 확정되었다.

보스턴의 대중 교통은 사기업들이 제공하였는데, 주로 주에서 승인한 기업들이 1947년에 MTA가 나오기 전까지 통행권과 수용권을 가지고 독점하였다. 대중 교통의 발전은 경제와 인구 동향이 나타나게 하였고, 그러한 동향이 형태를 잡아가는 데 도움을 주었다.

### 철도
대중 교통에 대한 일종의 연습 과정에 있는 증기 기관차가 생긴 이후, 사기업인 보스턴 & 로웰 철도가 1830년에 인가받았는데, 이 회사의 철도는 보스턴에서 북쪽의 주요 공장 지대인 로웰을 연결하였으며, 북미에서 가장 오래된 철도를 경유하였다. 이는 도시 간 철도의 발전의 초석이 되었으며, 이후 이 노선은 MBTA 통근 열차 노선 및 그린 선 D선이 된다.

### 노면 전차
1856년 3월 26일 캠브리지 철도 (Cambridge Railroad)가 개장 한 이래로, 보스턴에는 공인 회사에 의한 노면 전차 선이 등장하였다. 기업의 변화에도 불구하고, 보스턴은 세계에서 가장 오래 유지된 노면 전차 시스템을 갖춘 도시이다. 이 회사들 중 상당수가 통합되었고, 말 등의 동물로 끌던 차량은 전기의 추진력으로 바뀌었다.

### 지하철

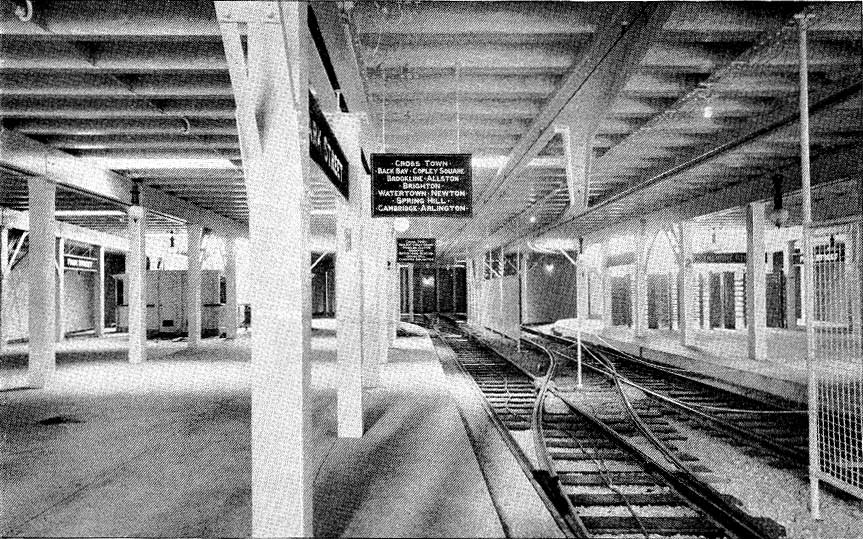
그린 라인 보스턴 파크 스트리트 역의 개통 직후 모습

보스턴 시내의 스트리트카의 혼잡은 1897년과 1901년에 각각 생긴 지하철과 고가 철도의 개통을 이끌어내며, 트리몬트 스트리트 지하철은 미국 최초의 실질적인 지하철로 꼽힌다. 이러한 등급이 나뉘어있는 철도는 대중 교통 이용객을 더 늘렸고 교차로에서의 지연을 피할 수 있게 되었다.

### 버스
보스턴고가철도(Boston Elevated Railway)는 1922년에 버스로 열차를 교체하기 시작했다. 1936년에 노선을 무가선 트롤리로 교체되기 시작했다. 마지막 미들섹스&보스턴 스트리트 철도(Middlesex & Boston Street Railway)전차는 1930년에 가동되었다. 1953년 초까지 남은 유일한 전차 선로는 트리먼트 스트리트 지하철 네트워크와 하버드 스퀘어의 짧은 터널 두 개의 터널(현재의 하버스 버스 터널)을 공급했다.

### 공기업화
기존 고가 철도는 흉물스럽고 보스턴의 구불구불한 길에는 급커브가 필요하다는 것이 입증되었다. 애틀랜틱 애비뉴 고가 철도는 1938년에 승객들이 급감하는 가운데 1942년 영업을 중지하였다. 철도 수송업은 가면 갈수록 수익성을 낼 수 없는 사업이 되어버리고, 열차를 소유하는 데 많은 돈이 들어감에 따라, 정부는 기존의 철도 회사들을 폐쇄 및 인수하였다. MTA는 지하철, 고가 철도, 스트리트카, 버스를 1947년에 보스턴고가철도(Boston Elevated Railway)에서 매입하였다.
1970년대, MBTA는 보스턴 대중 교통 계획(Boston Transportation Planning Review)의 그 계획에 들어가는 지역과 그 주변의 고속 도로를 이용하여 광역 교통 수단의 역할을 하라는 요청을 받았다. 부히스-스키드모어, 오윙스와 메릴-ESL 컨설팅 업체가 128번 고속도로의 공사를 통해, 많은 대중 교통 노선의 연장을 계획하였다. 고가 선로가 계속 없어지고 워싱턴 스트리트 고가 철도가 폐쇄되어 록스베리 지역까지의 광역 철도 수송이 중단되었다. 1971년과 1985년 사이, 레드 라인이 북쪽과 남쪽, 양쪽으로 연장이 되었으며, 단순히 지하철 연장 뿐만 아니라, 몇몇 종착역과 주요 역들에는 주차장도 설치하였다.

### 21세기
1999년, 광역 보스턴이 175개 도시와 마을로 뻗어나감에 따라, MBTA는 이러한 보스턴 주변 지역의 수송에 대한 책임감이 그다지 있지 않았음에도 불구하고 더 많은 열차가 통근 열차 노선에 투입되었다.

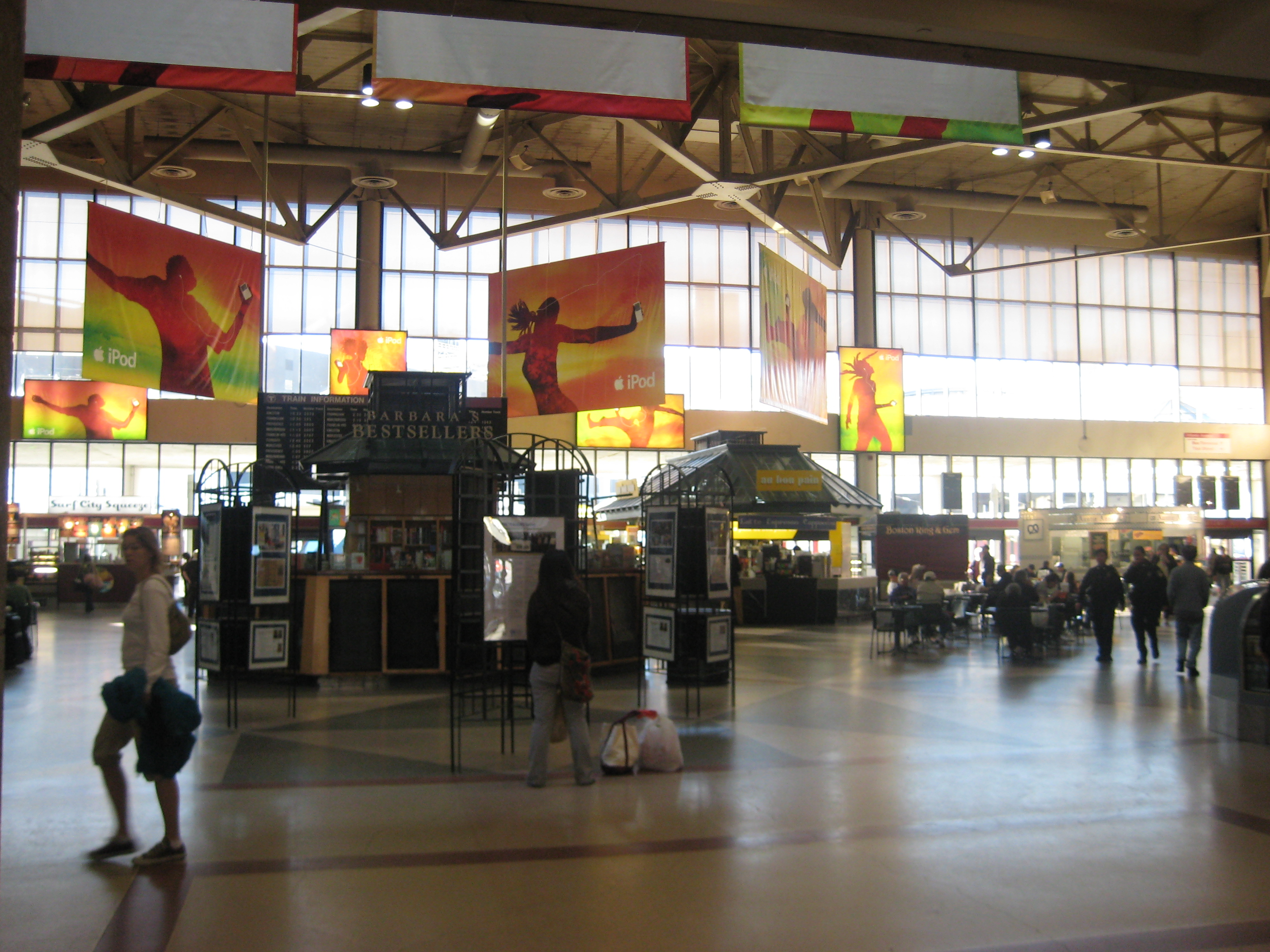
MBTA의 주요 역인 보스턴 사우스 역의 내부 모습. 암트랙 사와 그레이하운드 선과 같이 역을 쓰고 있다.

수익의 전환점은 2000년에 나타났다. 2000년 7월 1일 이전, MBTA는 매사추세츠 주에 자사의 모든 영업 이익을 배상하였다. 이 날부터, T는 광역 수송에 수익의 중점을 두기로 하였다.
매사추세츠 주에서는 MBTA에게 빅 딕 프로젝트로 인한 자동차 대기 오염을 보상하기 위해 대중 교통편을 증편시키는 데 중점을 두게 하는 법안을 승인하였다. T는 그린 라인 근처를 지하화하고 헤이마켓과 노스 역을 빅 딕 공사가 이루어지는 동안 재건축하였으나, 이러한 프로젝트는 빅 딕 프로젝트가 이러한 발전에 맞춰 예산을 투입하지 않아서 MBTA의 한정된 자원이 부담으로 이어졌다. 1988년부터, MBTA는 광역 보스턴이 가장 느리게 성장하는 광역권임에도 불구하고 미국에서 가장 빠르게 대중교통 노선을 연장하였다. 2000년에는, MBTA의 예산이 한계에 다다라, MBTA은 이러한 건설 계획과 빅 딕 프로젝트로 인해 빚이 쌓이기 시작하였고 MBTA는 미국의 다른 트랜스포테이션 오소리티보다도 가장 많은 빚을 떠안고 있다. 그 빚을 상환하기 위한 노력으로, 2007년 1월 1일에 엄청난 요금 인상을 하였다. 지역 시민 단체에서는 MBTA의 현재 대략적인 빚 액수인 900억 달러 중 공사로 인해 이자 한도가 엄격하게 제한된 290억 달러의 부채를 책임지라는 목소리를 주 정부에 높이고 있다.
2004년, 커스웨이 스트리트 선이 MBTA 레드 라인의 앤드류 역과 그 이남의 애쉬몬트 선의 애쉬몬트 역이나, 브레인트리 선의 브레인트리 역으로 이어지는 직선 구간의 노선과 그린 라인의 사이언스 파크와 리치미어 사이 구간으로 흡수 연장되었다.
2006년, 프래밍햄, 네틱, 웨스턴, 서드버리, 웨이랜드, 말보로, 애쉬랜드, 셜보른, 홉킨턴, 홀리스턴, 그리고 사우스보로 지역을 맡는 메트로웨스트 지역 트랜스포테이션 오소리티가 새로 생겨나 MBTA가 관할을 넘겨주게 되었다.
2007년 10월 31일, MBTA는 시튜에이트에 있는 통근열차 노선인 그린부쉬 구역을 복구하였다.
2008년, MBTA의 총 책임자인 다니엘 그라바우스카스는 열차와 버스 시간표를 아무런 통보 없이 변경하여 승객들에게 '히든 서비스 컷'이라고 비난받았다.
2008년 3월 28일, 그린 라인 D 지선의 와반 역과 우드랜드 사이의 역들이 열차가 멈추는 바람에 오후 6시 이후에 영업을 중지하였다. 이 사고로 7명이 다쳤고 열차 기관사였던 테레세 애드몬즈가 살해당하였다.
2009년 3월 8일, 기관사 에이든 퀸 씨가 열차를 운전하던 도중 그의 여자 친구에게 문자를 보내다가 열차가 파크 스트리트와 정부 청사 역 사이에서 충돌하였다. 이후 MBTA에서는, 휴대 전화에 대한 더욱 강력한 규정을 추가하였다.

## 운영 및 관할

### 버스

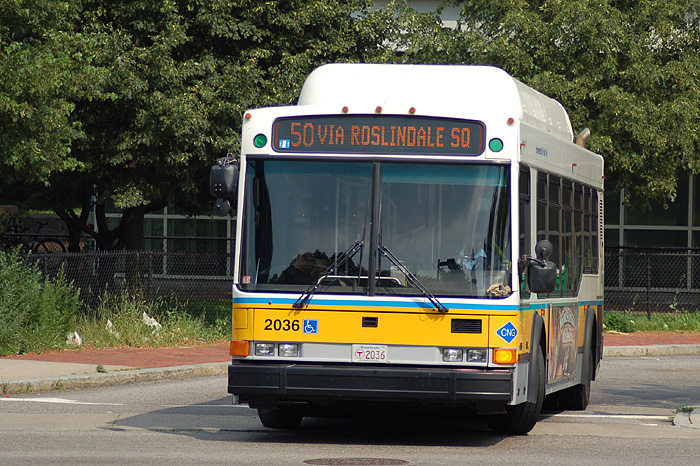
A typical NABI CNG bus

MBTA 버스의 차량은 천연가스버스로 운용되나, 일부 차량은 디젤이나 트롤리버스도 운용된다. 트롤리버스는 케임브리지 지구에서 4개 노선으로 운행하며, 하버드 스퀘어 역을 통해 지하철 레드 라인과 연결된다. 하버드 스퀘어 역은 연결의 편의성을 위해 지하철 승강장 옆에 트롤리버스의 승강장이 형성된 구조로 되어 있으며, 발착 방향에 따라 무궤도 차량의 왼쪽에서 승하차를 할 수 있기 때문에 왼쪽에 출입문을 설치한 차량이 사용되고 있다. MBTA의 일반 버스 이외 별도의 간선급행버스체계 노선인 실버 라인도 있다.
결제는 2016년 7월 기준으로 현금 $2.00, 찰리카드 $1.70의 요금이 붙는다.

### 지하철

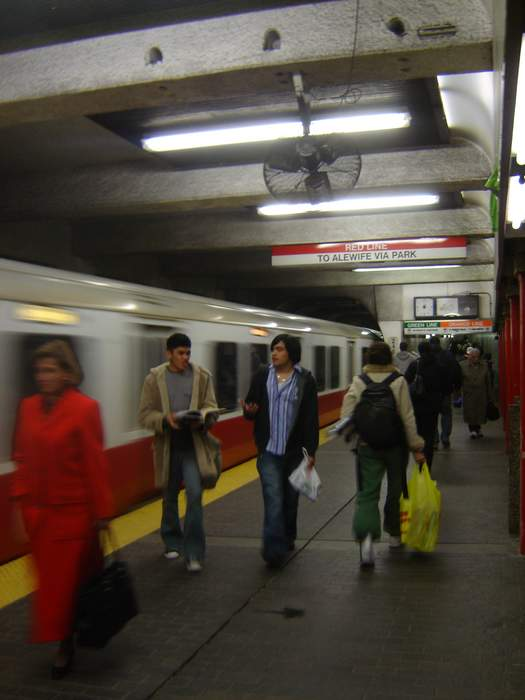
다운타운 크로싱 역의 레드 라인 승강장

보스턴 지하철은 중전철 노선인 레드 라인, 오렌지 라인, 블루 라인과, 경전철 노선인 그린 라인, 애쉬몬트-매터팬 고속선으로 이루어져 있다.
결제는 현금 외에 2007년 1월부터 도입된 승차권인 "찰리 티켓(CharlieTicket)"과 IC 교통카드인 "찰리 카드(CharlieCard)"가 있다. 기존의 지하철 역에서 판매된 토큰은 2006년 12월까지 가능하였다. 2014년 7월 1일 기준으로 찰리카드는 $2.10, 찰리티켓은 $2.65의 요금이 붙는다. (실버 라인은 지하철과 동일 요금을 지불한다.) 찰리 티켓과 찰리 카드를 이용하여 지하철과 버스간의 환승 할인이 가능한데, 지하철에서 버스로 환승시에는 무료 환승이 되고, 버스에서 지하철로 환승시에는 지하철 요금에서 약간 차감한 요금이 붙는데, 찰리카드의 경우 $1.60의 요금이 붙는다.

### 통근 열차

8개의 남쪽 방향 노선에서 종착역으로 두고 있는 사우스 역에 정차한 MBTA 기관차.

보스턴 근교의 수송을 담당하는 통근 열차 시스템인 MBTA 커뮤터 레일(MBTA commuter rail)은 총 12개의 노선이 있다. 이 중 프로비던스/스토턴 선은 로드아일랜드주의 주도인 프로비던스까지 도달한다. 일부 구간이 전철화되어 있으나, 전 차량이 전기동차 및 기관차가 없이 디젤기관차 및 디젤동차로 이루어져 있으므로, 커뮤터 레일 차량에서는 사용되지 않는다. 버스와 지하철과 달리 찰리카드를 사용할 수 없고, 별도의 표와 정규권을 구입하여 탑승하거나, 탑승시에 승무원에게서 표를 구입하여야 한다.

### 페리

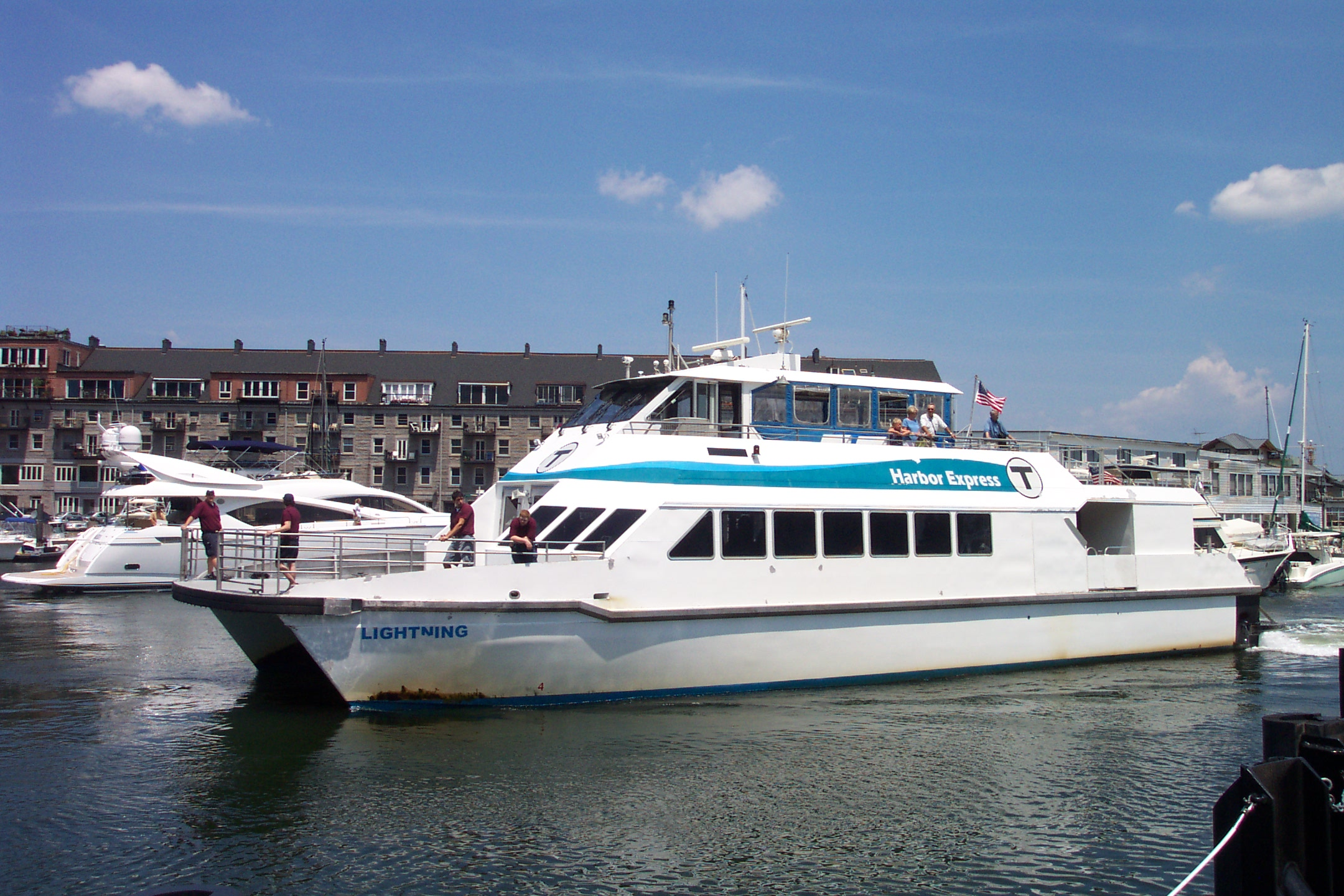
롱와프에서 도크에 접근한 퀸시행 통근 보트 (Quincy 행 서비스는 2013년에 중단됨)

MBTA 보트 시스템은 보스턴 하버를 경유하는 여러 개의 페리 노선으로 구성된다. 이 중 하나는 찰스타운(Charlestown)에 있는 보스턴 네이비 야드(Boston Navy Yard)와 다운타운 워터프런트(downtown waterfront)를 연결하는 내부 항만 서비스이다. 다른 경로는 통근 루트이며, 다운타운에서 힝햄(Hingham), 헐(Hull), 세일럼(Salem)까지 연결한다. 일부 통근 서비스는 로건국제공항을 통해 운영된다.
모든 보트 서비스는 MBTA와 계약을 맺은 민간 기업에서 운영한다. FY2005의 MBTA 보트 시스템은 평일 약 4,650명의 승객 (총 MBTA 승객의 0.41 %)을 운송했다. 이 서비스는 보스턴의 베스트 크루즈(Boston 's Best Cruises)라는 이름으로 보스턴 하버 크루즈 (Boston Harbor Cruises, BHC)와 워터 프랜스포테이션 앨터네이티비스(Water Transportation Alternatives, WTAI)에 의해 MBTA 계약을 통해 제공된다.

### 주차 시설
2014년 기준으로 MBTA는 103여개의 장소에 파크 앤드 라이드 시설을 운영하고 있으며, 총 용량은 55,000대로 뉴잉글랜드에서 가장 많은 수의 오프로드 유료 주차 공간을 보유하고 있다. 주차장이 갖춰진 역의 용량 수는 수십 대에서 2,500대까지 다양하다. 매우 큰 용량의 차고는 보통 주요 도로 나들목 근처에 있으며, 아침의 러시아워 동안에 대부분 채워진다. 커뮤터 레일 시스템의 남부 지역에는 약 22,000여대, 북부 지역에는 9,400여대, 지하철 역에는 14,600여대의 공간이 있다. 주차 요금은 하루에 $ 4에서 $ 7이며, 일부 역에서는 일주일 간의 주차(최대 7일)가 허용된다. MBTA가 소유 한 다수의 주차장에 대한 관리는 LAZ Parking Limited, LLC에서 담당한다.
MBTA가 소유 및 운영하는 주차장에 주차하는 고객은 승용차에 타거나, 열차, 버스, 통근 보트를 타는 동안에
기존 현금 "honor boxes"로 온라인 또는 전화를 통해 주차 요금을 지불할 수 있다. 2014년 2월 기준으로, MBTA는 ParkMobile에서 스마트폰으로 모바일 주차료를 지불하는 PayByPhone으로 전환했다. 월 주차가 가능하며 적정한 할인 혜택을 제공한다. 가격, 예상 공석률, 접근 가능한 자전거 주차 공간의 수를 포함한 역의 상세한 주차 정보는 온라인에서 접할 수 있다.
2014년 현재 MBTA는 주차 공간에 전기 자동차 충전소를 위한 정책을 내렸으나, 아직 그러한 시설을 이용할 수가 없다.
때로 MBTA는 통근 옵션에 기여하는 회사와 다양한 계약을 맺었다. MBTA가 선택한 한 회사로 Zipcar가 있다. MBTA는 Zipcar에 시스템 전체의 다양한 지하철 역에 제한된 수의 주차 공간을 제공한다.